# Бразилски институт за околната среда и възобновяемите природни ресурси
Бразилският институт за околната среда и възобновяемите природни ресурси (на португалски: Instituto Brasileiro do Meio Ambiente e dos Recursos Naturais Renováveis, съкр.IBAMA) е бразилска федерална агенция със статут на юридическо лице на публичното право, с административна и финансова самостоятелност, в рамките на Министерството на околната среда и водите на Бразилия.
Институтът е създаден със Закон № 7735 от 22 февруари 1989 г.
Основна цел на института е опазване на околната среда и осигуряване на устойчивото използване на природните ресурси, и подпомагане опазването и възпроизвеждането на околна среда, благоприятна за живот.